# 米澤貞次郎
米澤 貞次郎（よねざわ ていじろう、1923年7月3日 - 2008年5月20日）は、日本の化学者。京都大学名誉教授。1981年にノーベル化学賞を受賞した福井謙一の指導学生（博士課程）であり、米澤の指導学生（修士課程）の吉野彰も2019年にノーベル化学賞を受賞している。

## 略歴
- 1947年3月 京都帝国大学工学部燃料化学科卒業
- 1965年4月 京都大学工学部教授
- 1987年4月 京都大学退官
- 2000年 勲三等旭日中綬章を受章[1]
- 2008年5月 急性心不全のため死去、満84歳没[1]

## 著書
- 「ノーベル賞の周辺 福井謙一博士と京都大学の自由な学風」化学同人 1999年